# Гросхартмансдорф
Гросхартмансдорф (нем. Großhartmannsdorf) — община в Германии, в земле Саксония. Подчиняется административному округу Хемниц. Входит в состав района Средняя Саксония.  Население составляет 2638 человек (на 31 декабря 2010 года). Занимает площадь 32,23 км².